# نيشان ذو الفقار
وسام ذو الفقار ( بالفارسية : نشان ذوالفقار، نيشان ذو لفاغار) هو أعلى وسام عسكري من إيران. أنشئت الوسام في عام 1856 وسام أمير المؤمنين ناصر الدين شاه . أطلق عليها رضا شاه الأول اسمها الحالي في عام 1925 . كانت ذروة نظام التكريم الإمبراطوري، وكانت مقتصرة على الملك والأفراد الذين قاموا بأبرز أعمال الوطنية لصالح بلاد فارس وإيران.

## تاريخ
كان الأمر عبارة عن أمر عسكري من الإمبراطورية الفارسية وإيران سمي على اسم ذو الفقار، «الساطور الشوكي» ، السيف الشهير ذو النقطتين للخليفة علي، صهر النبي محمد. أسسها ناصر الدين شاه القاجاري في عام 1856، على انها وسام أمير المؤمنين لاحياء ذكرى استعادة هرات. رضا شاه، شاه إيران قبل الأخير، أعاد تسميتها إلى وسام ذو الفقار في عام 1925 وجعلها أمرًا عسكريًا حصريًا.

### نجمة
تتألف نجمة الأمر الأصلية من نجمة خماسية مطلية بالمينا، مع نقش يمثل الإمام علي على رئيس أحمر في المنتصف، مثبت على سيفين منحنيين متقاطعين من الزلفغار وانبعاث أشعة الشمس، كما يظهر في الأسد والشمس التقليدي رمز.
نجمة الجمهورية الإسلامية أكبر حجماً وأبسط وأكثر منمقاً، وتتكون من نجمة ذهبية ثمانية الرؤوس داخل نجمة فضية ثمانية الرؤوس؛ توفر النقوش المنمقة على النجوم الزخرفة والتباين.

### درجات
يتألف الأمر من ثلاث فئات:
- الدرجة الأولى: تلبس بشارة وشاح
- الدرجة الثانية: يلبس مع طوق، كترتيب العنق

- الفئة الثالثة: ترتدي كميدالية.

أعيد إحياؤها في عام 2019 عندما تسلم اللواء قاسم سليماني الوسام، وهي المرة الأولى التي تُمنح فيها منذ عام 1979.

وسام ذو الفقار في تأسيسه

## المستلمون

### الإمبراطورية الإيرانية
- أحمد أمير الاحمدي
- أمير عبد الله طهماسيبي
- كريم بوزرجمهري
- فضل الله زاهدي

### جمهورية إسلامية
- قاسم سليماني[2]

## روابط خارجية
- Online Gallery of Orders & Decorations of Pahlavi dynasty

قالب:Orders, decorations, and medals of Iran